# Малуха Євген Миколайович
Євге́н Миколайович Малу́ха (нар. 24 липня 1961, Київ) — український актор театру та кіно, викладач, диктор, актор та режисер дубляжу.

## Біографія
Народився 24 липня 1961 року у Києві.

### Театральні роботи
- 1982—1985 — Актор Сумського театру для дітей та юнацтва.
- 1985—1994 — Актор Київського театру юного глядача.
- 1994—1998 — Актор Київського театру естради, Театру Золоті ворота, Київського театру Драми і комедії на Лівому березі.

### Викладацька діяльність
- 1998—2002 — викладач риторики у Дитячій Академії мистецтв.
- 2000—2009 — викладач кафедри сценічної мови у Державному університеті театру, кіно і телебачення імені Івана Карпенка-Карого.
- 2004—2009 — диктор відділу інформаційного мовлення телеканалу «К1». Програма «Земля в ілюмінаторі» — Леонардо Лютий.
- 2004—2007 — диктор телеканалу «Глас».
- З осені 2009-го періодично проводить майстер-клас «Вчимося володіти голосом: дикція та харизматичність» в столичній компанії «Кругозір».

## Фільмографія
- «Бастіон» (1983)
- «Народний Малахій» (1991)
- «День народження Буржуя» (1999)
- «Право на захист» (2002)
- «Прощання з Каїром» (2002)
- «Маленька танцівниця» (2011)
- «Жучок» (2013)
- «Лікар Ковальчук» (2017)
- «Ефір» (2018)
- «На гойдалках долі» (2018)
- «Стоматолог» (2018)
- «Тінь кохання» (2018)
- «День сонця» (2019)
- «Подорожники» (2019)
- «Ціна правди» (2019)
- «Сага» (2020)
- «Райський дім» (2021)

## Дублювання та озвучення
Сотні ролей українською та російською для студій і телеканалів «1+1», «ICTV», «Le Doyen» та інших.
Озвучив Професора Каланчу, ще 9 унікальних персонажів і багато реплік для не унікальних персонажів в іграх S.T.A.L.K.E.R: Тіні Чорнобиля та S.T.A.L.K.E.R: Чисте Небо від української студії GSC.
Завдяки його унікальним україномовним озвученням кількох культових фільмів і серіалів, Євгена Малуху іноді називають «українським голосом Гомера Сімпсона, Альфа і доктора Хауса».
У 2023 році у співпраці з українськими фан-студіями «Lifecycle» та «Kachur» озвучив персонажа «Джеймса Елліота» у 2 і 5 серіях анімаційного веб-мультсеріалу «Дрони-вбивці».